# NGC 7182
NGC 7182 (другие обозначения — PGC 67864, MCG 0-56-6, ZWG 377.15, NPM1G -02.0477) — галактика в созвездии Водолей.
Этот объект входит в число перечисленных в оригинальной редакции «Нового общего каталога».